# Hydnophora rigida
Espèce
Statut CITES
Hydnophora rigida est une espèce de coraux appartenant à la famille des Merulinidae.